# Террористка Иванова
«Террористка Иванова» — российский телесериал 2009 года, поставленный режиссёром Владом Фурманом по сценарию Эдуарда Володарского.
Главную роль в картине исполнила Мария Шукшина.
Премьера: в России — 5 октября 2009 года, в Казахстане — 10 сентября 2010 года.

## Сюжет

### 1-я серия
Главная героиня фильма, Полина Ивановна Иванова, работающая приёмщицей в химчистке, приносит передачу сидящему в СИЗО бывшему мужу, бывшему спецназовцу, воевавшему в Чечне, Александру Ивановичу Иванову. Дежурный офицер сообщает ей, что Александр час назад умер от сердечного приступа.
Бывший спецназовец, ветеран войн в Чечне и Югославии, а ныне поставщик пиротехники криминальных китайских дельцов Валера Чистов, получает партию нитроглицерина от курьера Табиева, но, узнав о его связях с местной милицией, тихо убивает его. Раскрытием этого преступления начинает заниматься убойный отдел районной милиции, возглавляемый майором Пилюгиным.
На могиле бывшего мужа Полина вспоминает события последнего времени, в результате которых её жизнь разбилась вдребезги. Жизнь Полины ничем не отличалась от жизни остальных, пока в её семье не приключилось горе, которое круто изменило жизнь. На неё сваливается одна беда за другой. Единственный десятилетний сын Витька становится инвалидом после того, как злой ротвейлер, натравленный на мальчика навороченным соседом Муравьёвым, отгрыз ему левую руку. Однако суд приговорил виновного лишь к небольшому штрафу, однако, согласно тому же приговору, Муравьёв должен усыпить свою собаку. Муравьёв пришел к Александру, чтобы извиниться и отдать ему компенсацию, но Александр его прогнал. Через неделю, когда Муравьёв снова вышел гулять возле детской площадки со своей опасной собакой, Александр сделал ему замечание, но тот чуть не натравил на мужчину своего пса. Увидев, что его слова не действуют на него, Александр бежит домой за оружием, берёт пистолет и, несмотря на плохое самочувствие из-за проблем с сердцем, в ярости приходит к Муравьёву и убивает собаку. Муравьёв нападает на Иванова, вследствие чего Иванов случайно тяжело ранил Муравьёва. Богач не оставляет это безнаказанным — Александра забирают и сажают в СИЗО. Про то, что у него больное сердце и ему нужна операция, никто слушать не хочет. Но больное сердце не выдерживает, и в результате он умирает ещё до суда. Жизнь женщины теряет всякий смысл. И тогда она решает восстановить справедливость так, как она сама её понимает.

### 2-я серия
Окончательный план мести созревает в голове Полины не сразу. Но одно она знает точно: главный виновник смерти мужа — майор Пилюгин, не позволивший Александру выйти до суда под подписку о невыезде. Готовясь отомстить, Полина идёт на рынок за взрывчаткой. Попав на лавку китайской пиротехники, она спрашивает у торговца Сичкина насчёт взрывчатки, но тот прогоняет её. В это же время на рынке находится и Валера Чистов, который замечает их разговор и знакомится с Полиной, предлагая ей купить у него взрывчатку, но Полина не верит ему и уезжает. Спустя некоторое время они снова встречаются и Полина всё-таки соглашается купить у Чистова взрывчатку. Они выезжают в лес и Чистов демонстрирует ей взрывную мощь нитроглицерина, выстрелив в ампулу из винтовки. Там же, в лесу, Чистов узнаёт у Полины, кому она хочет отомстить. Полина покупает у него поллитра нитроглицерина и он отвозит её домой, дав ей бумагу со своим именем и номером телефона.
В семье Пилюгина ожидается прибавление. На следующий день вместе с дочкой Галей он навещает беременную жену в роддоме. Полина отвозит Витю к деду на дачу, однако перед отъезом Витя замечает случайно выроненный Полиной именной пистолет его отца и на вопрос, зачем он ей нужен, она врёт ему, что хочет его отдать в военкомат. На даче Полина оставляет сыну прощальную записку. После прочитанного, у Вити и его деда появляются подозрения и Витя, поняв, что хочет сделать его мама, тайно сбегает с дачи. В то же время, вернувшись в Москву, Полина идёт в убойный отдел районной милиции с пистолетом мужа и бутылкой нитроглицерина в сумке.

### 3-я серия
Полина Иванова решает отомстить за смерть любимого мужа и убить следователя Пилюгина, который якобы засадил её мужа в тюрьму. Она достаёт бутылку нитроглицерина и идёт в отделение милиции, там берёт в заложники коллег Пилюгина. Напряжённое ожидание в убойном отделе затягивается. Неожиданно в комнату заходит старший лейтенант Деревянко и тоже становится заложником. Выйдя из роддома, майор пытается связаться со своими подчинёнными, но в отделе никто не отвечает.

### 4-я серия
Витя, приехав в Москву, ищет мать. Подумав, он отправляется в милицию. Туда же подъезжает на машине Пилюгин с Галкой. Витя сообщает ему, что мама с пистолетом пошла его искать. Пилюгин звонит в отдел по рабочему телефону. Трубку поднимает Полина и, объяснив ситуацию, ставит ультиматум. На принятие решения она даёт майору один час.
Полина с необходимыми предосторожностями впускает Пилюгина в комнату, отпустив заложников.

### 5-я серия
К райотделу милиции подъезжает группа ОМОНа. Командир, узнав, что Витя - сын террористки, убеждает мальчика помочь им и маме. Для Полины услышать голос сына становится непосильным испытанием. Нервы молодой женщины сдают, она роняет пистолет. Иванову арестовывают. Потрясённый Витя не знает, что ему делать. Пилюгин забирает ребёнка к себе домой. Валера Чистов видит по телевизору репортаж об аресте Полины. Пилюгин обсуждает тему в связи с нитроглицерином у Полины.

### 6-я серия
Свекор Полины приезжает к Пилюгиным за Витей, но мальчик наотрез отказывается идти с ним. Дело об убийстве Табиева постепенно начинает раскрываться. В разгар рабочего совещания Пилюгину сообщают, что его жена умерла при родах, но ребёнка удалось спасти. На допросе Полина говорит, что купила нитроглицерин на рынке у незнакомого человека. Сестра Пилюгина Нина приезжает из Петербурга ухаживать за малышом. Полина отказывается от услуг бесплатного адвоката.

### 7-я серия
Криминальный делец показывает Валере газету с фотографией Полины и приказывает её убрать. Генерал поручает Пилюгину вести дело «террористки Ивановой», но тот, вместо того чтобы надолго отправить за решётку Полину, которая покушалась на него, наоборот, всеми силами пытается её спасти. Пилюгин просит судью Алевтину Петровну выпустить Иванову из СИЗО под подписку о невыезде. Витя убегает от деда и едет домой. Полину освобождают. Во дворе она встречает Валеру. Разговор продолжается и в квартире за кухонным столом. Валера признается ей в любви. Появившийся Витя рассказывает матери, что у Пилюгина умерла жена.

### 8-я серия
Полину увольняют с работы. После отъезда Нины заботы о маленьком Мише ложатся на плечи Галки и Вити. У малыша поднимается температура. Пилюгину не до допроса. Полина предлагает помочь с младенцем. Для следователя и его подопечной начинается совершенно особая жизнь. Полина вместе с Витей почти полностью переселяются к Пилюгиным. Продавец пиротехники Сичкин признается в своих связях с китайскими дельцами и соглашается помочь их задержать. Полина сдает в ломбард свою шубу и, получив деньги, устраивает в квартире Пилюгиных настоящий пир. Валера все ещё не оставляет мысль покорить сердце Ивановой и он продолжает поджидать её возле дома.

### 9-я серия
Вместо Полины домой за вещами приходит Витя. Проследив его обратный путь, Валера видит всю семью Пилюгиных и Полину. За неудачу с захватом китайцев убойный отдел получает от начальства нагоняй. Но у следователей появляется зацепка. Муравьев упивается приобретением стаффордширского терьера. Увидев во дворе Пилюгина и Полину, он начинает издеваться над ними.

### 10-я серия
Пилюгин бьет мерзавца по лицу и сдает его в милицию за хранение оружия. Эту сцену наблюдает Валера. Группа Пилюгина вместе с ОМОНом направляется на захват подпольного завода пиротехнических материалов. Валера предлагает Полине вместе уехать за границу, но она отказывается. Валера разбирается с Муравьевым. Начинается суд над Полиной. Прокурор и судья обещают Пилюгину условный приговор. Валеру Чистова убивают за раскрытие подпольного бизнеса Вана. После суда Пилюгин обвиняет судью по поводу обещания для Полины. Полине выносят приговор и отправляют в тюрьму на четыре года. Витя, услышав об аресте мамы, просит передать извинения через Пилюгина. Через четыре года, после освобождения Полины, она радуется за своего сына и Пилюгиных.

## В ролях
| Актёр                   | Роль                                                                 |
| ----------------------- | -------------------------------------------------------------------- |
| Алексей Серебряков      | майор милиции, Михаил Геннадьевич Пилюгин                            |
| Мария Шукшина           | Полина Ивановна Иванова                                              |
| Евгений Герасименко     | сын Полины Витя                                                      |
| Вероника Вернадская     | дочь майора Галка Пилюгина                                           |
| Николай Добрынин        | Валера Чистов                                                        |
| Анатолий Журавлёв       | муж Полины, отец Вити Александр Иванович Иванов                      |
| Нина Русланова          | сестра Михаила Нина Пилюгина                                         |
| Юрий Назаров            | отец Александра, свёкор Полины, дед Вити Иван Витальевич Иванов      |
| Лидия Федосеева-Шукшина | судья Алевтина Петровна Блинова                                      |
| Андрей Карако           | курьер Табиев                                                        |
| Сергей Дорогов          | полковник Олег Андреевич Судаков                                     |
| Сергей Русскин          | «новый русский», богатый сосед Ивановых Станислав Сергеевич Муравьёв |
| Рамиль Сабитов          | капитан милиции Тулигенов                                            |
| Михаил Тарабукин        | следователь Голубев                                                  |
| Юрий Вутто              | прокурор                                                             |
| Александр Жданович      | следователь Деревянко                                                |
| Неля Попова             | жена Михаила, мать Галки Людмила Пилюгина                            |
| Святослав Астрамович    | капитан ОМОНа                                                        |
| Виктор Васильев         | адвокат                                                              |
| Дмитрий Глазачев        | Сичкин                                                               |
| Анатолий Голуб          | гаишник                                                              |
| Валерий Гришко          | генерал                                                              |
| Анатолий Гурьев         | капитан                                                              |
| Александр Гусев         | приёмщик                                                             |
| Михаил Есьман           | продавец Валера                                                      |
| Алена Иванникова        | начальник колонии                                                    |
| Александр Кашперов      | покупатель собаки Константин Петрович                                |
| Евгений Крыжановский    | администратор                                                        |
| Николай Лещуков         | Ван                                                                  |
| Людмила Мальцева        | дама в химчистке                                                     |
| Августин Милованов      | бомж                                                                 |
| Владимир Мищанчук       | хозяин химчистки                                                     |
| Лидия Мордачёва         | приёмщица                                                            |
| Алла Пролич             | детский врач                                                         |
| Любовь Румянцева        | Мария Антоновна                                                      |

## Озвучивание
Владимир Зайцев — Валера (роль Николая Добрынина)

## Съёмочная группа
- Режиссёр: Влад Фурман
- Сценарист: Эдуард Володарский
- Оператор: Кирилл Мошкович
- Композитор: Евгений Ширяев
- Художник: Александр Холодцов
- Продюсеры: Сергей Куликов, Анатолий Чижиков, Наталия Чижикова

## Производство

### Подбор актёров
По словам режиссёра фильма, кастинг не проводился, — исполнители главных ролей сразу же дали согласие на участие в съёмках.
Сложность вызвал поиск актёра на роль сына главной героини, по сюжету лишившегося руки после укуса собаки. В Минске создатели фильма нашли Женю Герасименко, у которого не было руки с рождения. Несмотря на отсутствие сценического опыта, мальчик быстро освоился.

### Съёмки
Съёмки фильма проходили в Белоруссии.

## Награды
Премия Золотой Носорог в номинации «лучшая женская роль второго плана».